# Consus
Consus (latin condere, inlägga) var i romersk mytologi en fornromersk skördegud, beskyddare av säden och sädeslagren samt särskilt grödans inbärgande i ladorna. Till hans ära firades skördefesten Consualia 21 augusti och en fest efter avslutande av tröskningen 15 december. Vid varje fest uppgrävdes ur jorden gudens altare, förstlingsoffer frambars, dragarna bekransades och kappkörning med mulåsnor anställdes. 